# Мъдростта на тълпите
„Мъдростта на тълпите“ с подзаглавие „Защо повечето са по-умни от по-малкото и как колективната мъдрост формира бизнеса, икономиките, обществата и народите“ (на английски: The Wisdom of Crowds: Why the Many Are Smarter Than the Few and How Collective Wisdom Shapes Business, Economies, Societies and Nations), е книга на автора Джеймс Съроуики (на английски: James Surowiecki), публикувана през 2004 г.
Посветена е на натрупването на информация в групи, водейки в резултат до вземане на решения, които според автора често са по-добри отколкото онези, които би взел индивидуално който и да е от членовете на групата. Книгата представя множество изследвани казуси и анекдотични случки, с които да илюстрира твърдението си, като засяга няколко области, основно икономика и психология.
Историята, с която книгата започва, е свързана с изненадата на Франсис Галтон, че тълпата на селски панаир съвсем точно познава теглото на бик, след като са усреднени предположения на отделните хора.
Книгата разглежда разнородни групи от независимо мислещи индивиди, а не е посветена на психологията на тълпата, както често се смята. Централната теза на книгата е, че е вероятно такива разнородни групи от независими наблюдатели да направят определени предположения и да вземат определени решения, които са по-добри от предположенията и решенията на отделните индивиди, а дори и от тези на тясно профилирани експерти. Привеждат се много паралели със статистическите извадки и свободните пазари.